# 政治倫理条例
政治倫理条例（せいじりんりじょうれい）とは地方自治体の政治家の倫理について規定した条例。

## 概要
地方自治体によって内容は異なるが、主に地方議員や首長の資産公開や職務関連犯罪での逮捕・起訴による説明責任、職務関連犯罪で有罪判決を受けた場合の問責制度を規定している。
1983年に堺市が条例で定めて以降、全国的に広がっていった。
市議会議員と二親等の親族が経営する会社と市との請負契約を規制した広島県府中市の政治倫理条例について最高裁は2014年5月27日に合憲判決を出している

## 関連書籍
- 長谷川俊英『市政と政治家がこんなに変わる―政治倫理条例と資産公開』学陽書房、1990年。ISBN 9784313810457。
- 清水英夫、新藤宗幸、江橋崇、右崎正博『政治倫理と知る権利』三省堂、1992年。ISBN 9784385313283。
- 斎藤文男『政治倫理条例のすべて―クリーンな地方政治のために』公人の友社、2016年。ISBN 9784875556862。